# محمود عزیزی (نماینده مجلس)
محمود عزیزی از سیاستمداران ایرانی بود، که در دوره‌های یازدهم،  دوازدهم و  سیزدهم بعنوان نماینده بوشهر در مجلس شورای ملی حضور داشت.